# Pecetto Torinese
Pecetto Torinese là một đô thị ở tỉnh Torino trong vùng Piedmont, có vị trí cách khoảng 7 km về phía đông nam của Torino, nước Ý. Tại thời điểm ngày 31 tháng 12 năm 2004, đô thị này có dân số 3.751 người và diện tích là 9,2 km².
Pecetto Torinese giáp các đô thị: Torino, Pino Torinese, Chieri, Moncalieri, Cambiano, và Trofarello.